# Carola Reig y Salvá
Carola Reig Salvá fue Catedrática de Lengua y Literatura y ejerció como docente en el Instituto Lluís Vives de Valencia.
Fue miembro de número de la Academia de Cultura Valenciana, y también se dedicó a escribir y publicar libros de texto de Bachillerato.
En marzo de 1967 pronunció una conferencia en Londres sobre Vicente Salvá.
De entre todas sus obras destaca el estudio que realizó sobre Vicente Salvá, titulado “Vicente Salvá: un valenciano de prestigio internacional, por el cual recibió el Premio Valencia de Literatura en 1971; editado en Valencia, en el año 1972 por la editorial Artes Gráficas Soler.
Pese a estar relacionada con asociaciones culturales que defendían la cultura valenciana siempre empleó el castellano en sus escritos.
Desde 1999 existe una biblioteca en la ciudad de Valencia que lleva su nombre, la Biblioteca Municipal Carola Reig Salvá, sita en la calle Francisco Martínez, 32 y 34, en el distrito postal 46020, en el barrio de Benimaclet.